# Dumraon
Dumraon (en hindi: डुमराँव ) es una ciudad de la India, en el distrito de Buxar, estado de Bihar.

## Geografía
Se encuentra a una altitud de 73 m s. n. m. a 122 km de la capital estatal, Patna, en la zona horaria UTC +5:30.

## Demografía
Según estimación 2011 contaba con una población de 56 661 habitantes.